# Епархия Святого Фомы в Чикаго
Епархия Святого Фомы в Чикаго (лат. Eparchia Sancti Thomae Apostoli Chicagiensis Syrorum-Malabarensium) — епархия Сиро-малабарской католической церкви с центром в городе Чикаго, США. Епархия Святого Фомы в Чикаго является единственной епархией для верующих Сиро-малабарской католической церкви, проживающих в США. Кафедральным собором епархии Святого Фомы в Чикаго является собор Святого Фомы.

## История
16 февраля 2001 года Римский папа Иоанн Павел II издал буллу Congregatio, которой учредил епархию святого Фомы для верующих Сиро-малабарской католической церкви.

## Ординарии епархии
- епископ Jacob Angadiath (13.03.2001 — 3.07.2022, в отставке);
- епископ Joy Alappat (3.07.2022 — по настоящее время).

## Источник
- Annuario Pontificio, Libreria Editrice Vaticana, Città del Vaticano, 2003, ISBN 88-209-7422-3
- Булла Congregatio (лат.)